# 捷爾諾維齊亞 (季斯梅尼齊亞區)
48°47′26″N 24°56′26″E / 48.79056°N 24.94056°E
捷爾諾維齊亞（烏克蘭語：Терновиця），是烏克蘭西部的村莊，隸屬伊萬諾-弗蘭科夫斯克州的伊萬諾-弗蘭科夫斯克區。該村始建於1378年，面積6.86平方公里，2001年人口366，人口密度每平方公里53.4人。